# Pedro Lisímaco Vílchez
Pedro Lisímaco de Jesús Vílchez Vílchez (* 19. Mai 1929 in Jinotega; † 19. Februar 2013 ebenda) war ein nicaraguanischer Geistlicher und römisch-katholischer Bischof von Jinotega.

## Leben
Pedro Lisímaco Vílchez, Sohn einer Bauernfamilie, besuchte das Colegio “Rubén Darío” de Managua. Der Bischof von Matagalpa, Arnulfo Isidro Oviedo, schickte ihn weiter zur Ausbildung an das Colegio Salesiano de Granada, wo er bei Miguel Obando Bravo SDB studierte. Am Seminar San José de la Montaña in El Salvador graduierte er in Philosophie und Theologie. Er empfing am 6. Februar 1955 durch den Bischof von Matagalpa, Octavio Calderón y Padilla, die Priesterweihe. Er war im Bistum Matagalpa tätig und dort zunächst an der Kathedrale von Matagalpa, später Leiter des Colegio San Luis. Mit einem Stipendium konnte er von 1960 bis 1962 Kirchenrecht an der Päpstlichen Universität Gregoriana in Rom studieren. Nach seiner Rückkehr war er in der Seelsorge in Nicaragua tätig.
Papst Johannes Paul II. ernannte ihn am 19. Juli 1984 zum Prälaten von Jinotega. Der Apostolische Nuntius in Nicaragua und Honduras, Andrea Cordero Lanza di Montezemolo, spendete ihm am 8. September 1984 die Bischofsweihe; Mitkonsekratoren waren Miguel Obando Bravo SDB, Erzbischof von Managua, und Julián Luis Barni Spotti OFM, Bischof von Juigalpa. Mit der Erhebung der Territorialprälatur zum Bistum am 30. April 1991 wurde er zum ersten Bischof von Jinotega ernannt. Am 10. Mai 2005 nahm Benedikt XVI. seinen altersbedingten Rücktritt an.
Er engagierte sich für die Charismatische Bewegung und für die Cursillo-Bewegung. 2013 wurde er mit der Ehrenbürgerwürde von Jinotega ausgezeichnet.